# Redente

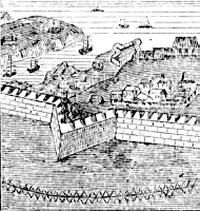
Um redente integrado numa cortina de uma fortificação.

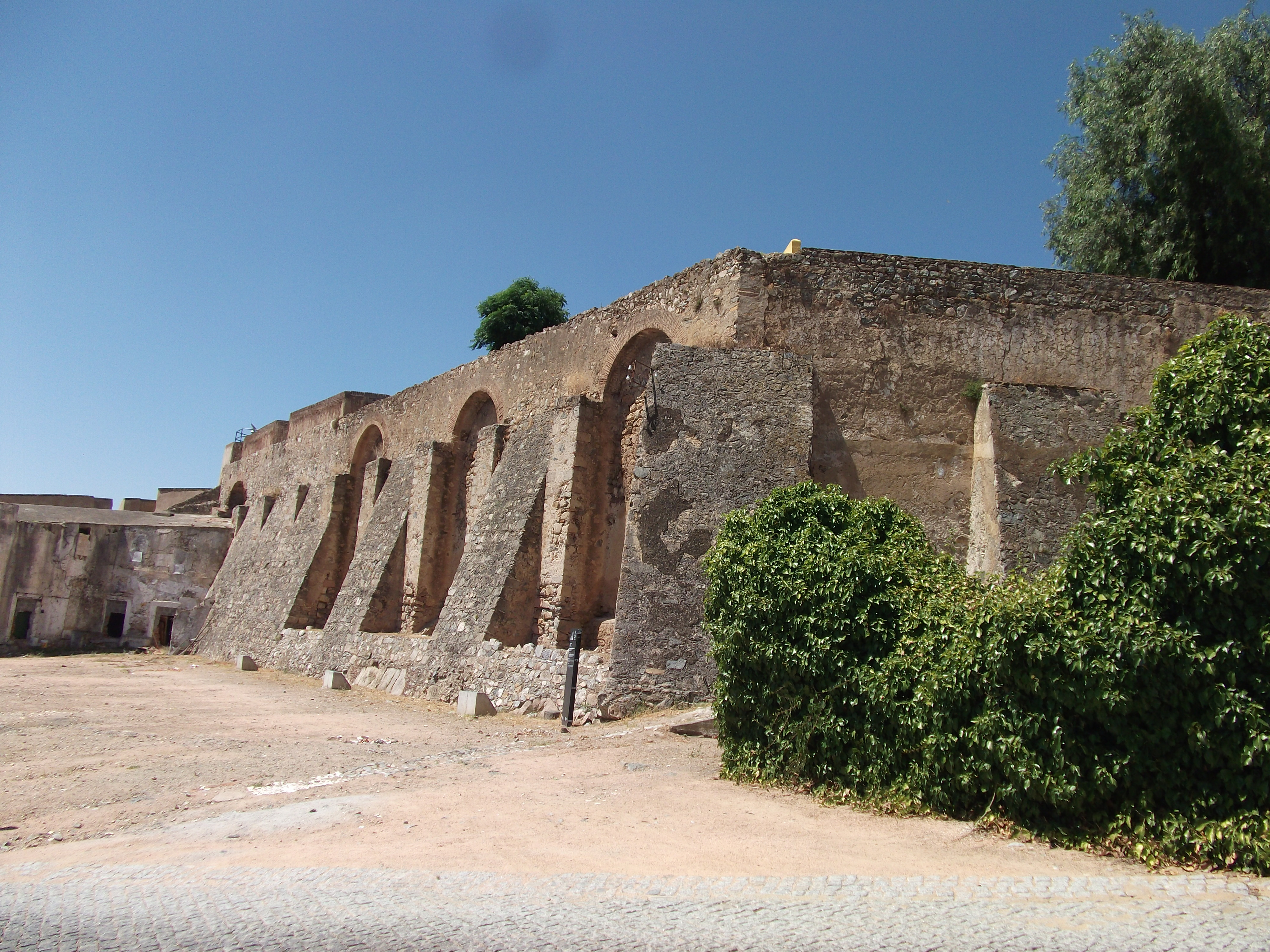
Redente do Cascalho, na Praça-forte de Elvas, Portugal

Um redente, em arquitetura militar, é uma obra de fortificação com duas faces, sem flancos, formando um ângulo saliente voltado para o lado de um possível ataque.
O redente pode ser uma obra permanente ou de campanha, feita de alvenaria ou de terra. Pode estar integrado numa cortina ou pano de muralha ou pode constituir uma obra exterior, parte, por exemplo do caminho coberto.